# Ausztrál Háborús Emlékhely
Koordináták: d. sz. 35° 16′ 49″, k. h. 149° 08′ 55″35.280278°S 149.148611°E

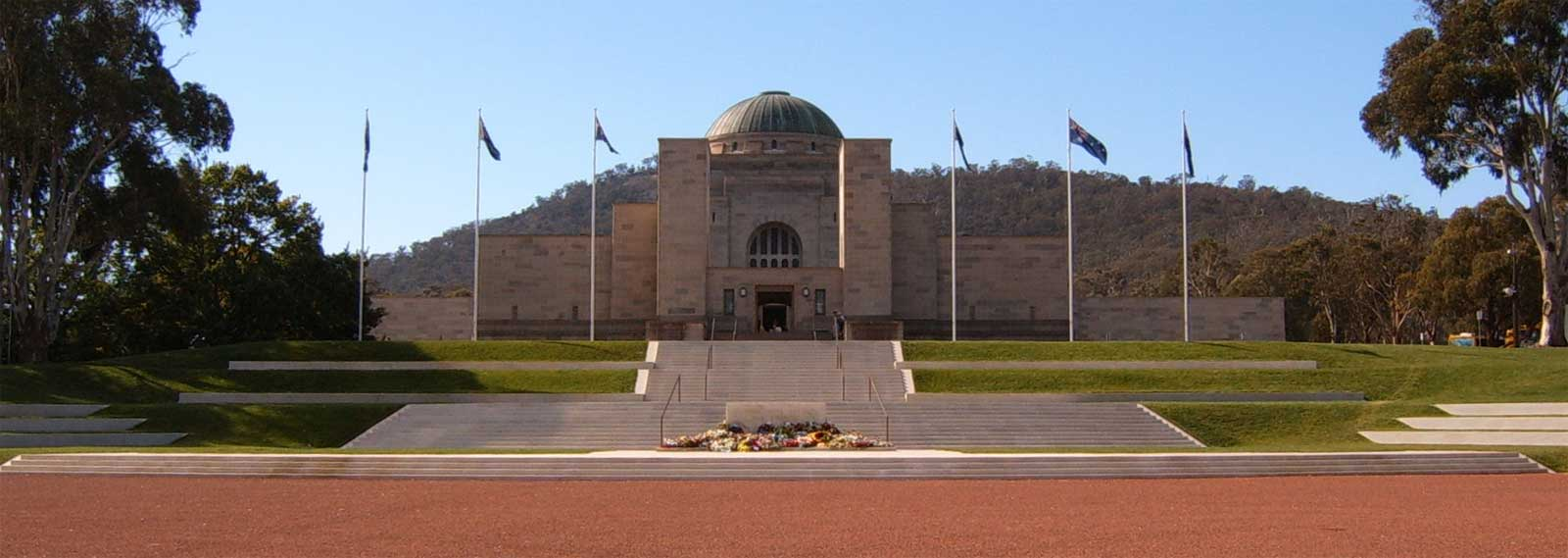
Az Ausztrál Háborús Emlékhely

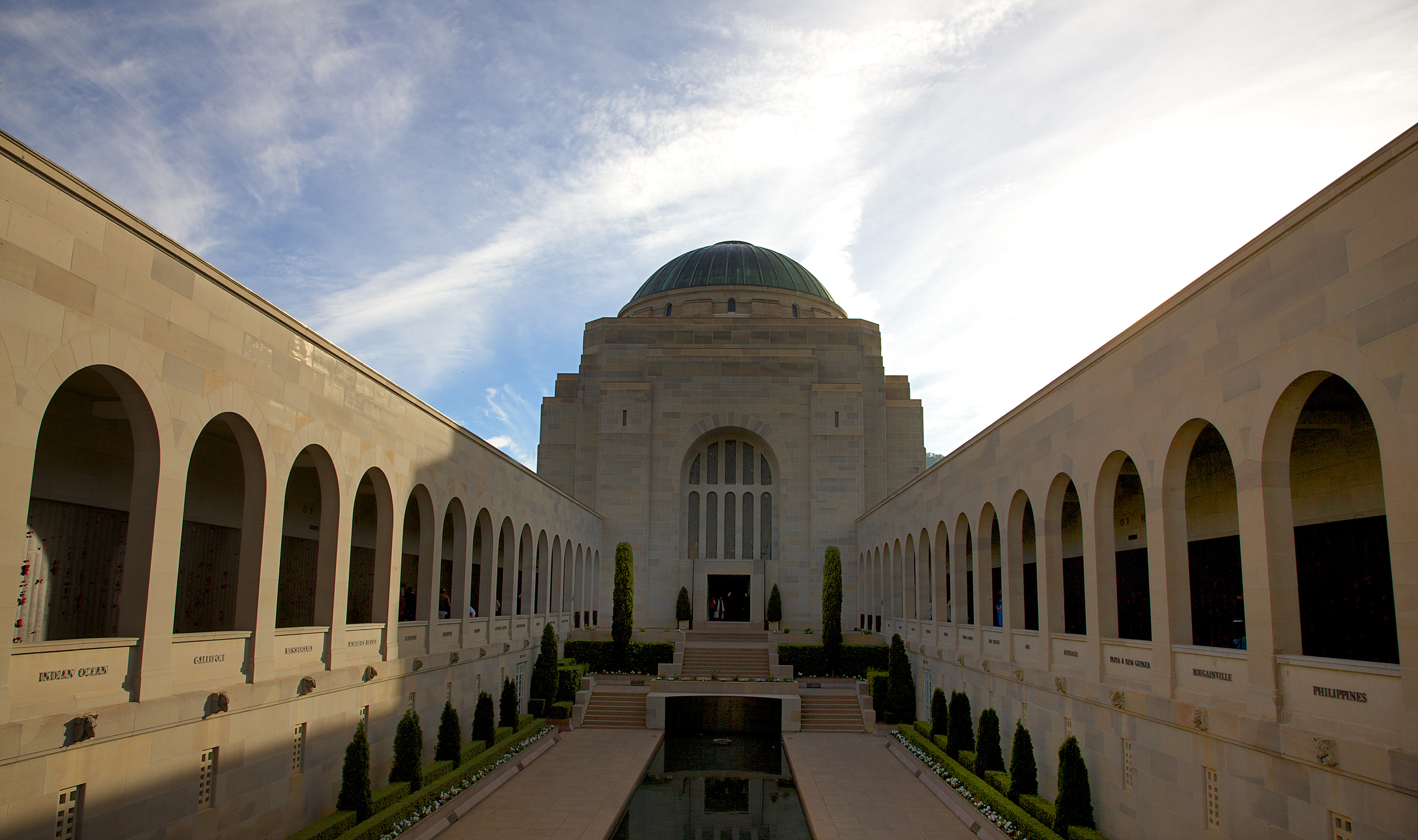
Az Ausztrál Háborús Emlékhely belülről

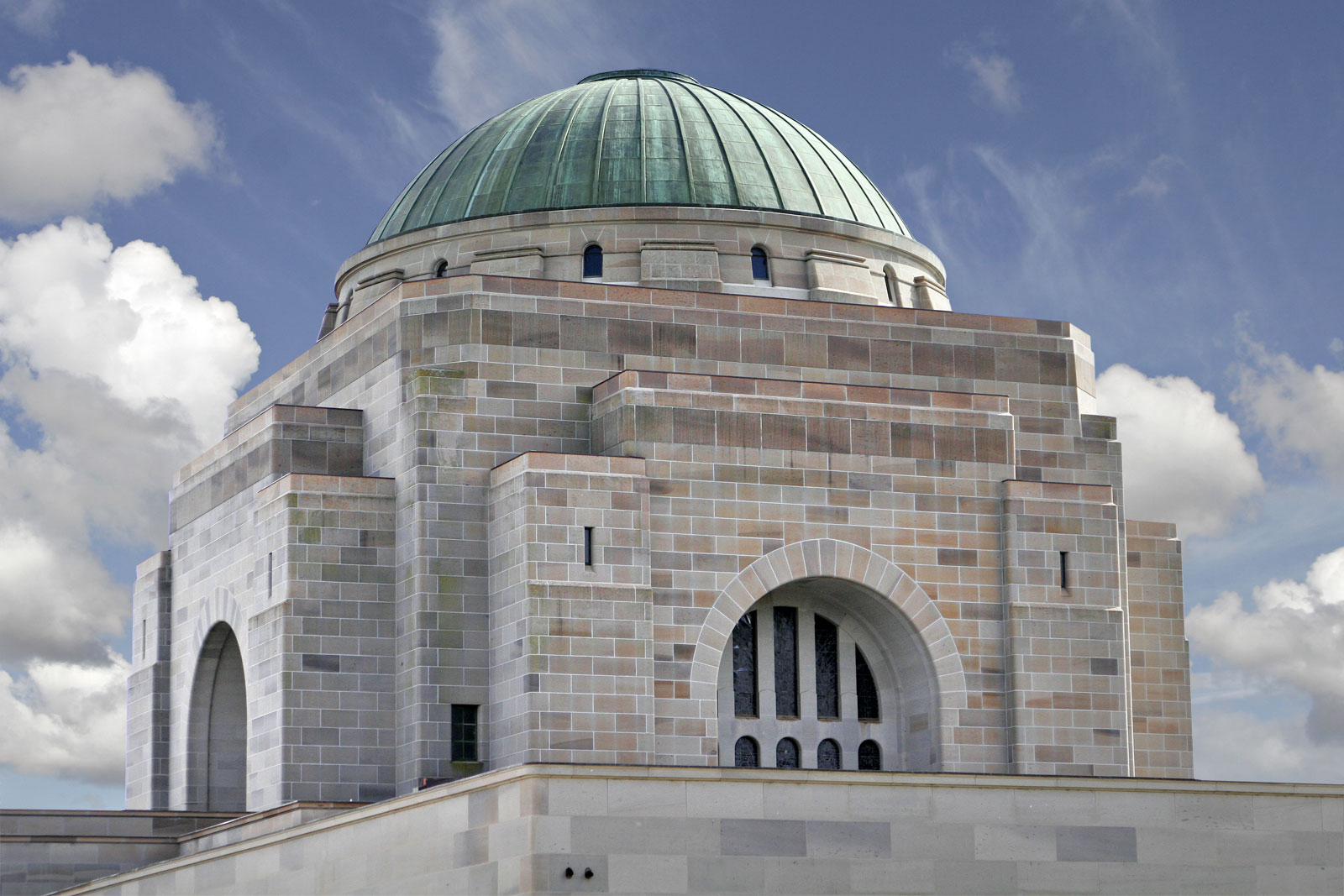
A kupola

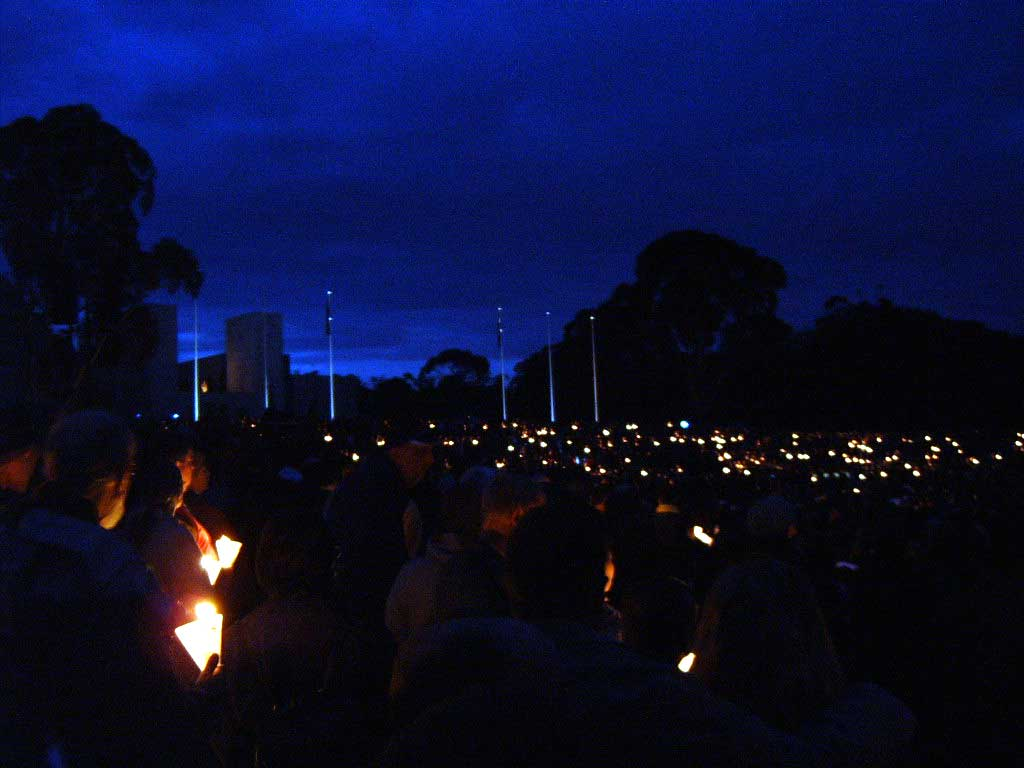
Hajnali megemlékezés az Emlékhelynél az ANZAC-nap 90-edik évfordulóján, 2005. április 25-én

Az Ausztrál Háborús Emlékhely (angolul Australian War Memorial) Ausztrália nemzeti katonai emlékhelye, amelyet az ausztrál fegyveres erők hősi halottai, illetve a különféle háborúkban részt vett tagjai emlékére hoztak létre. Az emlékhely része a fegyveres erők múzeuma is.
Az emlékhelyet 1941-ben nyitották meg és a világon ez az egyik legnagyobb, hasonló jellegű emlékhely.

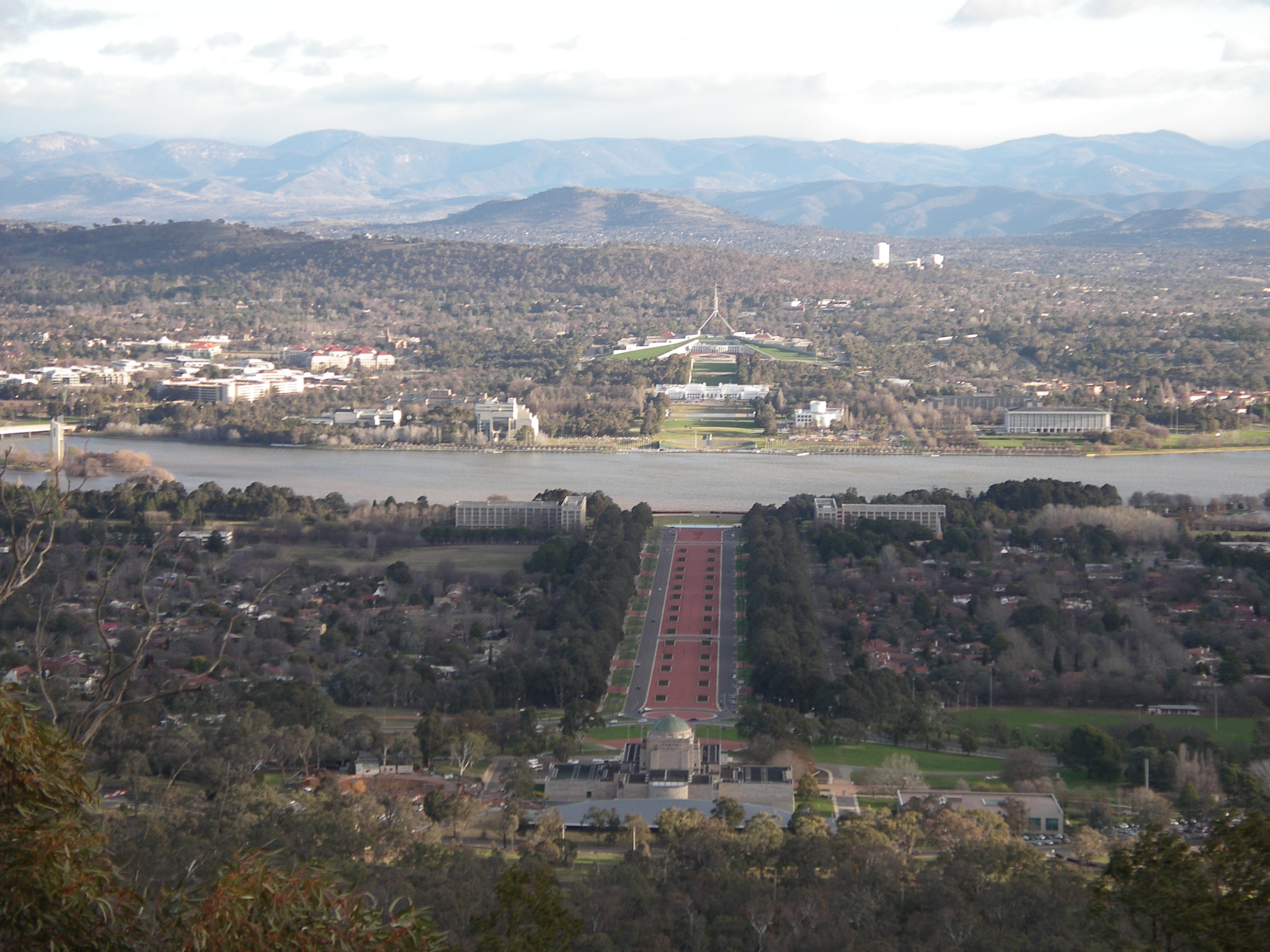
Az Ausztrál Háborús Emlékhelyet és a Parlament épületét összekötő, észak-déli irányú tengely látképe

Az Emlékhely az ausztrál szövetségi főváros, Canberra közelében, a város északi részén található. Az Emlékhely a város észak-déli irányban átszelő tengely északi végén található, amelynek a másik, déli végén az ausztrál parlament épülete, a Parliament House található. A két pontot nem köti össze egy folytonos út, de a parlament homlokzatán lévő erkélyről tisztán látható a Háborús Emlékhely, és fordítva: az Emlékhelyhez vezető lépcsősorról tisztán látható a parlament épülete.
Az Emlékhely három részre tagolódik: a megemlékezések során használt Commemorative Area (itt található többek között az Emlékek Csarnoka és az Ismeretlen Ausztrál Katona sírja is), a galériák és a múzeum, illetve a kutatóközpont és irattár. Az Emlékhely része még a kültéri szoborkert is.
A közhiedelemmel ellentétben az ANZAC parade nevű felvonulási terület nem tartozik az Emlékhelyhez, mert az hivatalosan egy másik szervezet, az Ausztráliai fővárosi területet igazgató Nemzeti Fővárosi Hatóság (National Capital Authority) felügyelete alá tartozik.

## Története

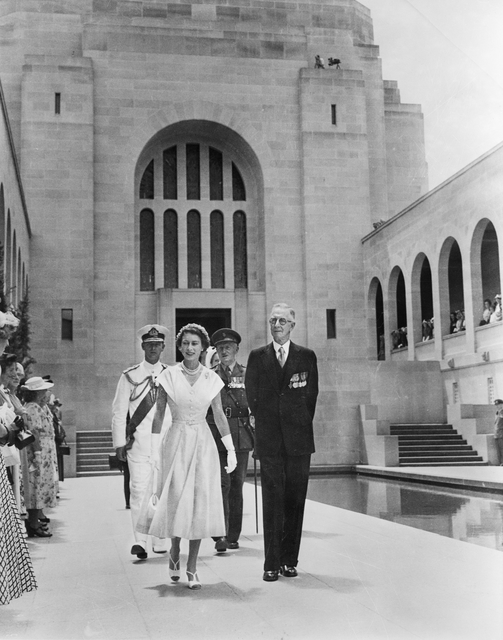
II. Erzsébet brit királynő, aki egyben ausztrál államfő, meglátogatja az Emlékhelyet (1954. február 16.). A háttérben a haditengerészeti egyenruhát viselő férje, Fülöp edinburgh-i herceg látható (a királynő mögött balra)

Az emlékhely ötlete az első világháború hivatalos ausztrál történészétől, Charles Beantől származik, amikor az 1916-ban látogatást tett a Franciaországban harcoló ausztrál csapatoknál. A levéltári részleget (Australian War Records Section) már 1917 májusában létrehozták, hogy megőrizze a még folyó háborúval kapcsolatos iratokat. A legfontosabb iratokat és ereklyéket először Melbourne-ben, majd később Canberrában állították ki.
Az emlékhely épületének megtervezésére 1927-ben pályázatot hirdettek, amely sikertelenül zárult, és nem hirdettek győztest. Azonban két résztvevőt, a sydney-i Emil Sodersten és John Crust építészeket felkérték, hogy közösen készítsék el az emlékhely tervét. Az emlékhely kialakítását és felépítését nagyban befolyásolta a nagy gazdasági világválság, valamint az építtetők rendelkezésére álló szűkös költségvetés.
Az építkezést 1941-ben fejezték be, amikor már kitört a második világháború. Az emlékhely hivatalos megnyitójára 1941. november 11-én került sor az ausztrál főkormányzó, Alexander Hore-Ruthven, Lord Gowrie jelenlétében, aki maga is első világháborús katona volt. Az emlékhely felavatása után nemcsak az első világháborúban, hanem minden további konfliktusban elesett ausztrál katonára megemlékeznek itt.
Az Emlékhely igazgatói a kezdetektől napjainkig:
- 1919. augusztus – 1920. május – Henry Gullett
- 1920–1952 – John Treloar őrnagy, A Brit Birodalom Rendje tiszti fokozatának (OBE) birtokosa (1894–1952)
- 1952–1966 – J. J. McGrath őrnagy, OBE (–1998)
- 1966–1974 – W. R. Lancaster
- 1975–1982 – Noel Joseph Flanagan, Ausztrália Rendje tiszti fokozatának (AO) birtokosa
- 1982–1987 – James H. Flemming, AO
- 1987–1990 – Keith W. Pearson, AO
- 1990–1994 – Brendon E. W. Kelson
- 1996–2012 Steve Gower vezérőrnagy, AO
- 2012– Dr. Brendan Nelson

## Fordítás
Ez a szócikk részben vagy egészben  az   Australian War Memorial című angol Wikipédia-szócikk fordításán alapul.  Az eredeti cikk szerkesztőit annak laptörténete sorolja fel. Ez a jelzés csupán a megfogalmazás eredetét és a szerzői jogokat jelzi, nem szolgál a cikkben szereplő információk forrásmegjelöléseként.

## Külső hivatkozások
- Az Emlékhely hivatalos honlapja (angolul)
- Az Új-Zélandi Katonai emlékmű az Anzac Parade-on